# Антрек сир Волан
Антрек сир Волан (фр. Antraigues-sur-Volane) је насељено место у Француској у региону Рона-Алпи, у департману Ардеш.
По подацима из 2011. године у општини је живело 541 становника, а густина насељености је износила 40,19 становника/km².

## Демографија
| 1962. | 1968. | 1975. | 1982. | 1990. | 2011. |
| ----- | ----- | ----- | ----- | ----- | ----- |
| 534   | 529   | 499   | 521   | 506   | 541   |